# Mathew St. Patrick
Mathew St. Patrick (Filadélfia, 17 de março de 1968) é um ator estadunidense, ele é mais conhecido pelo seu papel como Keith Charles na série de televisão da HBO Six Feet Under.

## Filmografia

### Cinema
| Ano  | Título         | Papel         |
| ---- | -------------- | ------------- |
| 1996 | Moesha         | Treinador     |
| 1997 | Steel Sharks   | Mattox        |
| 1998 | Surface to Air | Mattox        |
| 2007 | War            | Wick          |
| 2008 | Sleepwalking   | Detetive #1   |
| 2008 | Ball Don't Lie | Louis Accord  |
| 2008 | Alien Raiders  | Seth Steadman |

### Televisão
| Ano       | Título                            | Papel                        |
| --------- | --------------------------------- | ---------------------------- |
| 1996      | NYPD Blue                         | Rickie                       |
| 1997      | Beverly Hills, 90210              | Árbitro do basquete          |
| 1997      | Diagnosis Murder                  | Howie Lanier                 |
| 1998      | NYPD Blue                         | Marvin                       |
| 1998      | Mike Hammer, Private Eye          | Marcus Aurelis Sterling      |
| 1998–2000 | All My Children                   | Adrian Sword                 |
| 2001–2005 | Six Feet Under                    | Keith Charles                |
| 2004      | Danny Phantom                     | Skulker                      |
| 2004      | Crossing Jordan                   | William Avery                |
| 2005–2006 | Higglytown Heroes                 | Herói policial               |
| 2005–2006 | Reunion                           | Detetive Kenneth Marjorino   |
| 2006      | Law & Order: Special Victims Unit | Roddy Franklin               |
| 2009      | Private Practice                  | Malcolm                      |
| 2009      | NCIS: Los Angeles                 | Bobby J. Jenlow              |
| 2009–2010 | Saving Grace                      | Tom Harris                   |
| 2013      | NCIS                              | Detetive do metrô Bill Shard |
| 2014      | Sons of Anarchy                   | Moses Cartwright             |